# Dirka po Franciji
Dirka po Franciji (francosko Tour de France) je najprestižnejša in najbolj znana cestna kolesarska dirka na svetu, ki jo tradicionalno v juliju prirejajo že vse od leta 1903, z izjemo obdobja obeh svetovnih vojn. 
Je najpomembnejša in daleč najprestižnejša (z vsemi najboljšimi) med vsemi tremi tritedentskimi dirkami serije Grand Tour (poleg še Giro in Vuelta), v skupni dolžini v povrečju skoraj 3,400 km. Oktobra 2012 je Mednarodna kolesarska zveza (UCI) američanu Lancu Armstrongu odvzela vseh sedem rekordnih zmag zaradi dopinga, tako je dirka med letoma 1999 in 2005 brez skupnega zmagovalca.
Ta dirka velja za največji in najbolj globalen vsakoletni športni dogodek na svetu, ki ga prenaša 190 držav sveta, celotno dirko v živo ob trasi pa spremlja od 10 do 12 milijonov ljudi, na slovitih vzponih kot naprimer Alpe d'Huez in ostali tudi pol milijona ali več. Večjo gledanost imata le Svetovno prvenstvo v nogometu in Poletne olimpijske igre, ki sta na sporedu vsaka štiri leta. Ameriški dogodki kot so Super Bowl, Stanleyjev pokal, finale lige NBA in World Series (bejzbol) pa nimajo globalnega občinstva.
Dirka se je z leti seveda spreminjala. Na začetku je bilo samo 6 etap, pa to prve svetovne vojne postopno od 10 do 15 etap. Po koncu prve svetovne vojne pa so počasi šli na tri tedne, leta 1927 na rekordnih 24 etap. Prvotno obdobje so bi etape izjemno dolge in naporne, v povrečju dolge 300 do 400 kilometrov in to večinoma po makedamu in tlakovcih z veliko slabšo opremo kot danes.
Med leti 1919 in 1924 so kar šestkrat zapored izvedli najdaljšo etapo v zgodovini vseh tritedenskih dirk na trasi med krajema Les Sables d'Olonne in Bayonne v dolžini 482 kilometrov. Tudi v skupni dolžini so bile dirke včasih izjemno dolge, leta 1926 rekordnih kar 5745 kilometrov (v samo 17 etapah).
Slovenija ima po zaslugi našega asa Tadeja Pogačarja štiri skupno osvojene zmage (2020, 2021, 2024 in 2025), tri osvojene pikčaste majice za najboljšega na gorskih ciljih (2020, 2021 in 2025) in štiri osvojene bele majice najboljšega mladega kolesarja (2020, 2021, 2022, 2023). In pa tudi skupno 27 etapnih zmag; Tadej Pogačar (21 etap), Primož Roglič (3 etape) in Matej Mohorič (3 etape).

## Presežniki
Španski kolesar Miguel Induráin je postal prvi kolesar z zgodovini s petimi zaporednimi podvigi.
Italijanski kolesar Gino Bartali še vedno drži rekord za najdaljši časovni razpon med dvema osvojenima zmagama na Dirki po Franciji; prvo in zadnjo je osvojil z desetletnim razmikom (1938 in 1948).
Francozi so najpogostejši zmagovalci Toura s 36 zmagami, sledijo jim Belgijci z osemnajstimi, Španci z dvanajstimi, Italijani z devetimi, Luksemburžani in Britanci s štirimi, Američani in Slovenci s tremi, Švicarji, Nizozemci in Danci s po dvema zmagama in na repu so Irci in Nemci s po enim naslovom.

### Večkratni skupni zmagovalci
| Zmage | Kolesar          | Leto                         |
| ----- | ---------------- | ---------------------------- |
| 5     | Jacques Anquetil | 1957, 1961, 1962, 1963, 1964 |
| 5     | Eddy Merckx      | 1969, 1970, 1971, 1972, 1974 |
| 5     | Bernard Hinault  | 1978, 1979, 1981, 1982, 1985 |
| 5     | Miguel Induráin  | 1991, 1992, 1993, 1994, 1995 |
| 4     | Chris Froome     | 2013, 2015, 2016, 2017       |
| 4     | Tadej Pogačar    | 2020, 2021, 2024, 2025       |
| 3     | Philippe Thys    | 1913, 1914, 1920             |
| 3     | Louison Bobet    | 1953, 1954, 1955             |
| 3     | Greg LeMond      | 1986, 1989, 1990             |

## Fotogalerija

### Nosilci majic
| Skupno | Po točkah | Gorski cilji | Mladi kolesar | Ekipno | Za borbenost |
| ------ | --------- | ------------ | ------------- | ------ | ------------ |
|        |           |              |               |        |              |

### Dirka skozi čas
| 1903 | 1912 | 1927 | 1936 | 1952 |
| ---- | ---- | ---- | ---- | ---- |
| 100x | 80x  | 100x | 100x | 100x |

| 1962 | 1973 | 1986 | 2005 | 2018 |
| ---- | ---- | ---- | ---- | ---- |
| 100x | 80x  | 100x | 100x | 100x |

## Statistika
Kolesarji morajo biti v dobri fizični kondiciji, če želijo prevoziti celotno tekmovalno traso. Tudi tekmovalci, ki ne zmorejo priti do cilja, morajo biti dobro fizično pripravljeni, saj tudi zanje veljajo začetni kvalifikacijski preizkusi. Analize Toura 2005 kažejo naslednje podatke: 

### Zanimivosti
- Španski kolesar Miquel Indurain ima najpočasnejši srčni utrip v mirovanju: 29 utripov/min. Drugi na tej lestvici je ameriški kolesar Lance Armstrong s 34 udarci/minuto; ameriški in francoski kolesar Chris Horner in Laurent Lefevre pa sta tretja s 35 utripi na minuto.
- povprečen kolesar leta 2005 je bil visok 179 cm, težak 71 kg, njegova mirovalna srčna frekvenca pa je bila 50 udarcev na minuto.
- Najmanjši kolesar v zgodovini te dirke jel francoz Samuel Dumoulin z vsega 158 centimetri.
- Najvišji kolesar v zgodovini te dirke je Johan van Summeren z 198 centimetri.
- Najtežji kolesar v zgodovini te dirke je šved Magnus Backstedt z 95 kilogrami.
- Najlažji kolesar v zgodovini te dirke je italijan Leonardo Piepoli z 57 kilogrami.
- leta 1905 so uvedli prve gorske etape
- leta 1906 so uvedli "flamme rouge" (rdeči oziroma hudičev jezik), ki vidno označuje zadnji kilometer pred ciljem.
- leta 1919 so uvedli rumeno majico. Prvi jo je na 11. etapi (19. julij 1919) nosil francoski kolesar Eugène Christophe.
- leta 1933 so uvedli razvrstitev za gorske cilje (pikčasto majico pa so uvedli šele 42 let kasneje).
- leta 1953 so uvedli zeleno majico za vodilnega po točkah (šprinterje).
- leta 1975 so uvedli pikčasto majico (gorski cilji) in belo majico (mladi kolesar).

### Rekordi
- 5 skupnih zmag (in poslednično skupno osvojenih rumenih majic) – Jacques Anquetil, Eddy Merckx, Bernard Hinault in Miguel Induráin
- 96 dni skupaj v rumeni majici (skupna razvrstitev) – Eddy Merckx
- 130 dni skupaj in 7 x osvojena zelena majica (najboljši po točkah) – Peter Sagan
- 96 dni skupaj in 7 x osvojena pikčasta majica (najboljši na gorskih ciljih) – Richard Virenque
- 75 dni skupaj in 4 x osvojena bela majica (najboljši mladi kolesar) – Tadej Pogačar
- 16 nastopov (največ) – francoz Sylvain Chavanel je na dirki nastopil kar 16x (med leti 2001 in 2018)
- 35 etapnih zmag (največ) – Mark Cavendish je dobil največ etap (med leti 2008 in 2024)
- 63 etapnih stopničk (največ) – Eddy Merckx je bil največkrat na stopničkah (34 zmag - 18 drugih mest - 11 tretjih mest)
- 482 kilometrov (najdaljša etapa) – 6x zapored med leti 1919 in 1924 med krajema Les Sables d'Olonne in Bayonne
- 5745 kilometrov (najdaljša dirka) – izpeljana leta 1926 z vsega le 17 etapami
- 41,818 km/h (povprečno) – najvišja povprečna hitrost na celotni dirki je bila dosežena leta 2024
- 130,7 km/h (top hitrost) – Marcus Burghardt jo je dosegel 10. julija 2016, na 9. etapi med Vielha Val d'Aran in Andorra-Arcalis (Strava)[8]
- 8 sekund (najmanjša razlika) – leta 1989 je Greg LeMond pred Laurent Fignondom dobil dirko z najmanjšo prednostjo doslej
- 24 etap (na eni dirki) – leta 1926 je dirka gostila toliko etap, največ doslej na posamični dirki

## Zgodovina

### Izvirna ideja za nastanek dirke
Korenine dirke segajo v rivalstvo med dvema največjima športnima časopisoma tistega časa v Franciji. Na eni strani je bil Le Vélo, prvi in takrat največji dnevni športni časopis v Franciji; na drugi strani pa je bil takratni L'Auto (danes znan kot L'Équipe), ki so ga leta 1899 ustanovili poslovneži in novinarji Jules-Albert de Dion, Adolphe Clément in Édouard Michelin. Slednji so bili še posebej zaskrbljeni zaradi časopisa Le Vélo – ki je poročal o več kot le o kolesarstvu – ker je bil njegov finančni podpornik eden od njihovih komercialnih tekmecev, podjetje Darracq. De Dion je menil, da Le Vélo posveča kar preveč pozornosti temu Darracqu, kolesarstvu pa premalo. De Dion je bil bogat in si je lahko privoščil, da bi ugajal svojim muham. Novi časopis je za urednika imenoval Henrija Desgrangea, ki je bil je pomemben kolesar in lastnik velodroma v Parc des Princes skupaj z Victorjem Goddetom
Prodaja L'Auta je bila precej nižja od prodaje tekmeca, ki ga je nameraval preseči, kar je privedlo do kriznega sestanka 20. novembra 1902 v srednjem nadstropju pisarne časopisa L'Auto na naslovu 10 Rue du Faubourg Montmartre, Pariz. Kot zadnji pa je spregovoril glavni kolesarski novinar, 26-letnik Géo Lefèvre, ki je predlagal šestdnevno dirko, kakršna je priljubljena na dirkališču, a mišljena kot krog po celotni Franciji. Kolesarske dirke na dolge proge so bile priljubljen način za večjo prodajo časopisov, vendar še nikoli niso izvedli tako dolge dirke, kot je predlagal Lefèvre.

### 1903: Prva izvedba
Prvoten načrt je bil petetapna dirka od 31. maja do 5. julija, s štartom v Parizu in postanki v Lyonu, Marseilluu, Bordeauxu in Nantesu, preden bi se ta vrnila v Pariz. Toulouse je bil dodan kasneje, da bi prekinil dolgo pot čez južno Francijo od Sredozemlja do Atlantika. Etape bi naj potekale ponoči in se končale naslednje popoldne, z vmesnimi dnevi počitka, preden bi se kolesarji znova odpravili na pot, vendar se je to izkazalo za preveč zastrašujoče in z prevelikimi stroški, zato se je prvotno prijavilo le 15 kolesarjev. Desgrange ni bil nikoli povsem prepričan in je bil skoraj opustil idejo. Namesto tega je skrajšal dolžino na 19 dni (6 etap z povprečno 404,6 km), spremenil datum na 1. do 19. julij in ponudil dnevno nadomestilo tistim, ki so na vseh etapah povprečno prevozili vsaj 20 km/h, kar je enakovredno pričakovanemu dnevnemu zaslužku kolesarja, če bi delal v tovarni. Prav tako je znižal dnevnico iz 20 na 10 frankov in določil glavno nagrado na 12.000 frankov, nagrado za zmagovalca vsake etape posebej pa na 3.000 frankov. Zmagovalec dirke bi tako osvojil šestkrat več, kot zasluži večina delavcev v enem letu. To je privabilo med 60 in 80 udeležencev – večje število je morda vključevalo resne povpraševalce in nekatere, ki so odstopili – med njimi niso bili le profesionalci, ampak tudi amaterji, nekateri pa so bili preprosto pustolovski.
Prvo etapo je 1. julija 1903, ob 15ː36 po lokalnem času v vasi Montgeron, odprl štarter Georges Abran; in sicer pred kavarno Café Reveil-Matin na križišču cest Melun in Corbeil. Časopis L'Auto naslednje jutro dirke ni pokril. Mnogi kolesarji so po končanih začetnih etapah odstopili, saj je bil fizični napor preprosto prevelik. Na koncu četrte etape je ostalo le še 24 udeležencev. Dirka se je končala na obrobju Pariza v Ville d'Avray, pred restavracijo Restaurant du Père Auto, preden je sledila slovesna vožnja v Pariz in več krogov na dirkališču Parc des Princes. Garin je dominiral na dirki in zmagal v prvi in zadnjih dveh etapah s povprečno hitrostjo 25,68 km/h. Zadnji kolesar, Arsène Millocheau, je za njim zaostal 64 ur 57 minut in 8 sekund.
Misija L'Auto je uspela, naklada se je med dirko podvojila, zaradi česar je bila ta bolj odmevna, kot si je Desgrange kdajkoli predstavljal.

### 1905: Podaljšanje dirke in prve gorske etape
Leta 1905 so dirko sicer nekoliko podaljšali, iz 6 na 11 etap, a so etape v povprečju precej skrajšali, tako da ni bilo več potrebno kolesariti ponoči. Dodali so prve gorske etape v vzhodno francoskem hribovju Vogezi. Zmagovalca pa so prvič določili po točkah in ne več po skupnem času.

### 1906: Prvič se pojavi Flamme rouge (hudičev jezik)
Leta 1906 se na dirki prvič pojavi rdeči ali hudičev jezik (flamme rouge), ki visi v zraku in označuje zadnji kilometer dirke. Organizator Henri Desgrange je bil zelo zadovoljen z lanskim podaljšanjem in uvedbo gorskih etap in se odločil, da jo letos še podaljša na 13 etap in doda Centralni masiv.

### 1919: Prvič se pojavi rumena majica
Leta 1919 se na dirki prvič pojavi rumena majica za vodilnega v skupni razvrstitvi. Ustanovitelju in organizatorju dirke Henriju Desgrangu se je ideja porodila 10. julja (pred 7. etapo) na dan počitka v Luchonu, ko je tudi svojo odločitev o uvedbi rumeni majici objavil v časopisu L'Auto. A šele dober teden kasneje, 19. julija (pred 11. etapo od Grenobla do Ženeve) je ob 2. zjutraj dobil rumeno majico francoski kolesar Eugène Christophe, ki je imel 23 minut naskoka pred drugouvrščenim in jo na 325 kilometrov dolgi gorski etapi (številka 11) tudi kot prvi uradno nosil.
Ker je bila to prva dirka po 1. svetovni vojni, so bile ceste uničene, je dirko poslednično končalo le 10 kolesarjev kar je najmanj v zgodovini, z najnižjo povprečno hitrostjo 24,056 km/h. Tudi sponzorjev ekip in majic praktično ni bilo, zato je polovica kolesarjev nosila sive drese. Dirko so podaljšali na 5560 kilometrov, kar je več kot v predvojnem obdobju. In z najdaljšo etapo v zgodovini tritedenskih dirk, med krajema Les Sables d'Olonne in Bayonne v dolžini 482 km.

## Etapne zmage

### Posamično
| Uvr.            | Kolesar           | Zmage | Prva | Zadnja |
| --------------- | ----------------- | ----- | ---- | ------ |
| 1.              | Mark Cavendish    | 35    | 2008 | 2024   |
| 2.              | Eddy Merckx       | 34    | 1969 | 1975   |
| 3.              | Bernard Hinault   | 28    | 1978 | 1986   |
| 4.              | André Leducq      | 25    | 1927 | 1938   |
| 5.              | André Darrigade   | 22    | 1953 | 1964   |
| 6.              | Tadej Pogačar     | 21    | 2020 | 2025   |
| 7.              | Nicolas Frantz    | 20    | 1924 | 1929   |
| 8.              | François Faber    | 19    | 1908 | 1914   |
| 9.              | Jean Alavoine     | 17    | 1909 | 1923   |
| 10.             | Jacques Anquetil  | 16    | 1957 | 1964   |
| 10.             | René Le Grevès    | 16    | 1933 | 1939   |
| 10.             | Charles Pélissier | 16    | 1929 | 1935   |
| 13.             | Freddy Maertens   | 15    | 1976 | 1981   |
| 14.             | Marcel Kittel     | 14    | 2013 | 2017   |
| 15.             | Philippe Thys     | 13    | 1913 | 1924   |
| 15.             | Louis Trousselier | 13    | 1905 | 1910   |
| 17.             | Jean Aerts        | 12    | 1930 | 1935   |
| 17.             | Gino Bartali      | 12    | 1937 | 1950   |
| 17.             | Mario Cipollini   | 12    | 1993 | 1999   |
| 17.             | Miguel Indurain   | 12    | 1989 | 1995   |
| 17.             | Robbie McEwen     | 12    | 1999 | 2007   |
| 17.             | Peter Sagan       | 12    | 2012 | 2019   |
| 17.             | Erik Zabel        | 12    | 1995 | 2002   |
| 24.             | Louison Bobet     | 11    | 1948 | 1955   |
| 24.             | Raffaele Di Paco  | 11    | 1931 | 1935   |
| 24.             | André Greipel     | 11    | 2011 | 2016   |
| ............... |                   |       |      |        |
|                 | Primož Roglič     | 3     | 2017 | 2020   |
| Matej Mohorič   | 3                 | 2021  | 2023 |        |

### Po državah
| Uvr. | Država              | Zmage |
| ---- | ------------------- | ----- |
| 1.   | Francija            | 717   |
| 2.   | Belgija             | 503   |
| 3.   | Italija             | 273   |
| 4.   | Nizozemska          | 186   |
| 5.   | Španija             | 131   |
| 6.   | Nemčija             | 90    |
| 7.   | Združeno kraljestvo | 79    |
| 8.   | Luksemburg          | 71    |
| 9.   | Švica               | 61    |
| 10.  | Avstralija          | 40    |
| 11.  | Danska              | 29    |
| 12.  | Slovenija           | 27    |
| 13.  | Kolumbija           | 22    |
| 14.  | Norveška            | 20    |
| 15.  | Združene države     | 19    |
| 16.  | Irska               | 15    |
| 17.  | Slovaška            | 13    |
| 18.  | Portugalska         | 12    |
| 19.  | Rusija              | 11    |
| 20.  | Uzbekistan          | 9     |
| 21.  | Poljska             | 7     |
| 22.  | Kazahstan           | 6     |
| 22.  | Avstrija            | 6     |
| 24.  | Estonija            | 4     |
| 24.  | Ukrajina            | 4     |
| 26.  | Češka               | 3     |
| 26.  | Kanada              | 3     |
| 26.  | Eritreja            | 3     |
| 29.  | Latvija             | 2     |
| 29.  | Mehika              | 2     |
| 29.  | Južna Afrika        | 2     |
| 32.  | Brazilija           | 1     |
| 32.  | Litva               | 1     |
| 32.  | Švedska             | 1     |
| 32.  | Ekvador             | 1     |

## Stopničke

### Posamično
| Uvr.            | Kolesar             | Država              | Stopničke | 1.-2.-3. mesto | Prve | Zadnje |
| --------------- | ------------------- | ------------------- | --------- | -------------- | ---- | ------ |
| 1.              | Eddy Merckx         | Belgija             | 63        | 34–18–11       | 1969 | 1977   |
| 2.              | André Leducq        | Francija            | 57        | 25–13–19       | 1927 | 1938   |
| 3.              | Erik Zabel          | Nemčija             | 53        | 12–22–19       | 1995 | 2008   |
| 4.              | Nicolas Frantz      | Luksemburg          | 50        | 20–18–12       | 1924 | 1929   |
| 5.              | Peter Sagan         | Slovaška            | 47        | 12–22–13       | 2012 | 2020   |
| 6.              | Bernard Hinault     | Francija            | 46        | 28–12–6        | 1978 | 1986   |
| 7.              | Mark Cavendish      | Združeno kraljestvo | 44        | 35–4–5         | 2008 | 2024   |
| 8.              | Sean Kelly          | Irska               | 43        | 5–21–17        | 1978 | 1991   |
| 9.              | Charles Pélissier   | Francija            | 42        | 16–16–10       | 1929 | 1935   |
| 9.              | Gustave Garrigou    | Francija            | 42        | 8–13–21        | 1907 | 1914   |
| 11.             | François Faber      | Luksemburg          | 40        | 19–10–11       | 1907 | 1914   |
| 11.             | Tadej Pogačar       | Slovenija           | 40        | 21–11–8        | 2020 | 2025   |
| 13.             | André Darrigade     | Francija            | 39        | 22–12–5        | 1953 | 1964   |
| 14.             | Philippe Thys       | Belgija             | 37        | 13–11–13       | 1913 | 1924   |
| 14.             | Jan Janssen         | Nizozemska          | 37        | 7–15–15        | 1963 | 1970   |
| 14.             | Stan Ockers         | Belgija             | 37        | 3–16–18        | 1948 | 1956   |
| 17.             | Jean Alavoine       | Francija            | 35        | 17–10–8        | 1909 | 1924   |
| 18.             | Miguel Indurain     | Španija             | 33        | 12–13–8        | 1986 | 1996   |
| 18.             | Antonin Magne       | Francija            | 33        | 10–12–11       | 1927 | 1938   |
| 18.             | Lucien Van Impe     | Belgija             | 33        | 9–9–15         | 1969 | 1983   |
| 18.             | Lucien Petit-Breton | Francija            | 33        | 7–17–9         | 1905 | 1913   |
| 18.             | Raymond Poulidor    | Francija            | 33        | 7–11–15        | 1962 | 1976   |
| 23.             | Freddy Maertens     | Belgija             | 31        | 15–9–7         | 1976 | 1981   |
| 23.             | Joop Zoetemelk      | Nizozemska          | 31        | 10–12–9        | 1971 | 1980   |
| 25.             | Gerrie Knetemann    | Nizozemska          | 30        | 10–12–8        | 1974 | 1982   |
| 25.             | Walter Godefroot    | Belgija             | 30        | 10–11–9        | 1967 | 1975   |
| ............... |                     |                     |           |                |      |        |
|                 | Primož Roglič       | Slovenija           | 11        | 3–3–5          | 2017 | 2025   |
| Matej Mohorič   | Slovenija           | 5                   | 3–0–2     | 2021           | 2025 |        |
| Luka Mezgec     | Slovenija           | 2                   | 0–2–0     | 2020           | 2020 |        |
| Jan Tratnik     | Slovenija           | 1                   | 0–0–1     | 2019           | 2019 |        |

## Skupni zmagovalci

### Posamično
| Leto | Država          | Kolesar             | Sponzor/Ekipa                  | Razdalja  | Čas/Točke    | Prednost     | Etapne zmage |
| ---- | --------------- | ------------------- | ------------------------------ | --------- | ------------ | ------------ | ------------ |
| 1903 | Francija        | Maurice Garin       | La Française                   | 2428 km   | 94h 33′ 14″  | + 2h 59′ 21″ | 3            |
| 1904 | Francija        | Henri Cornet        | Conte                          | 2428 km   | 96h 05′ 55″  | + 2h 16′ 14″ | 1            |
| 1905 | Francija        | Louis Trousselier   | Peugeot–Wolber                 | 2994 km   | 35           | 26           | 5            |
| 1906 | Francija        | René Pottier        | Peugeot–Wolber                 | 4637 km   | 31           | 8            | 5            |
| 1907 | Francija        | Lucien Petit-Breton | Peugeot–Wolber                 | 4488 km   | 47           | 19           | 2            |
| 1908 | Francija        | Lucien Petit-Breton | Peugeot–Wolber                 | 4497 km   | 36           | 32           | 5            |
| 1909 | Luksemburg      | François Faber      | Alcyon–Dunlop                  | 4498 km   | 37           | 20           | 6            |
| 1910 | Francija        | Octave Lapize       | Alcyon–Dunlop                  | 4734 km   | 63           | 4            | 4            |
| 1911 | Francija        | Gustave Garrigou    | Alcyon–Dunlop                  | 5343 km   | 43           | 18           | 2            |
| 1912 | Belgija         | Odile Defraye       | Alcyon–Dunlop                  | 5289 km   | 49           | 59           | 3            |
| 1913 | Belgija         | Philippe Thys       | Peugeot–Wolber                 | 5287 km   | 197h 54′ 00″ | + 8′ 37″     | 1            |
| 1914 | Belgija         | Philippe Thys       | Peugeot–Wolber                 | 5380 km   | 200h 28′ 48″ | + 1′ 50″     | 1            |
| 1915 | —               | I. svetovna vojna   | —                              | —         | —            | —            | —            |
| 1916 | —               | I. svetovna vojna   | —                              | —         | —            | —            | —            |
| 1917 | —               | I. svetovna vojna   | —                              | —         | —            | —            | —            |
| 1918 | —               | I. svetovna vojna   | —                              | —         | —            | —            | —            |
| 1919 | Belgija         | Firmin Lambot       | La Sportive                    | 5560 km   | 231h 07′ 15″ | + 1h 42′ 54″ | 1            |
| 1920 | Belgija         | Philippe Thys       | La Sportive                    | 5503 km   | 228h 36′ 13″ | + 57′ 21″    | 4            |
| 1921 | Belgija         | Léon Scieur         | La Sportive                    | 5485 km   | 221h 50′ 26″ | + 18′ 36″    | 2            |
| 1922 | Belgija         | Firmin Lambot       | Peugeot–Wolber                 | 5375 km   | 222h 08′ 06″ | + 41′ 15″    | 0            |
| 1923 | Francija        | Henri Pélissier     | Automoto–Hutchinson            | 5386 km   | 222h 15′ 30″ | + 30 '41″    | 3            |
| 1924 | Italija         | Ottavio Bottecchia  | Automoto                       | 5425 km   | 226h 18′ 21″ | + 35′ 36″    | 4            |
| 1925 | Italija         | Ottavio Bottecchia  | Automoto–Hutchinson            | 5440 km   | 219h 10′ 18″ | + 54′ 20″    | 4            |
| 1926 | Belgija         | Lucien Buysse       | Automoto–Hutchinson            | 5745 km   | 238h 44′ 25″ | + 1h 22′ 25″ | 2            |
| 1927 | Luksemburg      | Nicolas Frantz      | Alcyon–Dunlop                  | 5398 km   | 198h 16′ 42″ | + 1h 48′ 41″ | 3            |
| 1928 | Luksemburg      | Nicolas Frantz      | Alcyon–Dunlop                  | 5476 km   | 192h 48′ 58″ | + 50′ 07″    | 5            |
| 1929 | Belgija         | Maurice De Waele    | Alcyon–Dunlop                  | 5286 km   | 186h 39′ 15″ | +44′ 23″     | 1            |
| 1930 | Francija        | André Leducq        | Alcyon–Dunlop                  | 4822 km   | 172h 12′ 16″ | + 14′ 13″    | 2            |
| 1931 | Francija        | Antonin Magne       | Francija                       | 5091 km   | 177h 10′ 03″ | + 12′ 56″    | 1            |
| 1932 | Francija        | André Leducq        | Francija                       | 4479 km   | 154h 11′ 49″ | + 24′ 03″    | 6            |
| 1933 | Francija        | Georges Speicher    | Francija                       | 4395 km   | 147h 51′ 37″ | + 4′ 01″     | 3            |
| 1934 | Francija        | Antonin Magne       | Francija                       | 4470 km   | 147h 13′ 58″ | + 27′ 31″    | 3            |
| 1935 | Belgija         | Romain Maes         | Belgija                        | 4338 km   | 141h 23′ 00″ | + 17′ 52″    | 3            |
| 1936 | Belgija         | Sylvère Maes        | Belgija                        | 4442 km   | 142h 47′ 32″ | + 26′ 55″    | 4            |
| 1937 | Francija        | Roger Lapébie       | Francija                       | 4415 km   | 138h 58′ 31″ | + 7′ 17″     | 3            |
| 1938 | Italy           | Gino Bartali        | Italija                        | 4694 km   | 148h 29′ 12″ | + 18′ 27″    | 2            |
| 1939 | Belgija         | Sylvère Maes        | Belgija                        | 4224 km   | 132h 03′ 17″ | + 30′ 38″    | 2            |
| 1940 | —               | II. svetovna vojna  | —                              | —         | —            | —            | —            |
| 1941 | —               | II. svetovna vojna  | —                              | —         | —            | —            | —            |
| 1942 | —               | II. svetovna vojna  | —                              | —         | —            | —            | —            |
| 1943 | —               | II. svetovna vojna  | —                              | —         | —            | —            | —            |
| 1944 | —               | II. svetovna vojna  | —                              | —         | —            | —            | —            |
| 1945 | —               | II. svetovna vojna  | —                              | —         | —            | —            | —            |
| 1946 | —               | II. svetovna vojna  | —                              | —         | —            | —            | —            |
| 1947 | Francija        | Jean Robic          | Francija                       | 4642 km   | 148h 11′ 25″ | + 3′ 58″     | 3            |
| 1948 | Italija         | Gino Bartali        | Italija                        | 4922 km   | 147h 10′ 36″ | + 26′ 16″    | 7            |
| 1949 | Italija         | Fausto Coppi        | Italija                        | 4808 km   | 149h 40′ 49″ | + 10′ 55″    | 3            |
| 1950 | Švica           | Ferdinand Kübler    | Švica                          | 4773 km   | 145h 36′ 56″ | + 9′ 30″     | 3            |
| 1951 | Švica           | Hugo Koblet         | Švica                          | 4690 km   | 142h 20′ 14″ | + 22′ 00″    | 5            |
| 1952 | Italija         | Fausto Coppi        | Italija                        | 4898 km   | 151h 57′ 20″ | + 28′ 17″    | 5            |
| 1953 | Francija        | Louison Bobet       | Francija                       | 4476 km   | 129h 23′ 25″ | + 14′ 18″    | 2            |
| 1954 | Francija        | Louison Bobet       | Francija                       | 4656 km   | 140h 06′ 05″ | + 15′ 49″    | 3            |
| 1955 | Francija        | Louison Bobet       | Francija                       | 4495 km   | 130h 29′ 26″ | + 4′ 53″     | 2            |
| 1956 | Francija        | Roger Walkowiak     | Francija                       | 4498 km   | 124h 01′ 16″ | + 1′ 25″     | 0            |
| 1957 | Francija        | Jacques Anquetil    | Francija                       | 4669 km   | 135h 44′ 42″ | + 14′ 56″    | 4            |
| 1958 | Luksemburg      | Charly Gaul         | Luksemburg                     | 4319 km   | 116h 59′ 05″ | + 3′ 10″     | 4            |
| 1959 | Španija         | F. Bahamontes       | Španija                        | 4358 km   | 123h 46′ 45″ | + 4′ 01″     | 1            |
| 1960 | Italija         | Gastone Nencini     | Italija                        | 4173 km   | 112h 08′ 42″ | + 5′ 02″     | 0            |
| 1961 | Francija        | Jacques Anquetil    | Francija                       | 4397 km   | 122h 01′ 33″ | + 12′ 14″    | 2            |
| 1962 | Francija        | Jacques Anquetil    | Saint-Raphaël–Helyett–Hutch.   | 4274 km   | 114h 31′ 54″ | + 4′ 59″     | 2            |
| 1963 | Francija        | Jacques Anquetil    | Saint-Raphaël–Gitane–R. Gem.   | 4138 km   | 113h 30′ 05″ | + 3′ 35″     | 4            |
| 1964 | Francija        | Jacques Anquetil    | Saint-Raphaël–Gitane–Dunlop    | 4504 km   | 127h 09′ 44″ | + 55″        | 4            |
| 1965 | Italija         | Felice Gimondi      | Salvarani                      | 4188 km   | 116h 42′ 06″ | + 2′ 40″     | 3            |
| 1966 | Francija        | Lucien Aimar        | Ford France–Hutchinson         | 4329 km   | 117h 34′ 21″ | + 1′ 07″     | 0            |
| 1967 | Francija        | Roger Pingeon       | Peugeot–BP–Michelin            | 4779 km   | 136h 53′ 50″ | + 3′ 40″     | 1            |
| 1968 | Nizozemska      | Jan Janssen         | Pelforth–Sauvage–Lejeune       | 4492 km   | 133h 49′ 42″ | + 38″        | 2            |
| 1969 | Belgija         | Eddy Merckx         | Faema                          | 4117 km   | 116h 16′ 02″ | + 17′ 54″    | 6            |
| 1970 | Belgija         | Eddy Merckx         | Faemino–Faema                  | 4254 km   | 119h 31′ 49″ | + 12′ 41″    | 8            |
| 1971 | Belgija         | Eddy Merckx         | Molteni                        | 3608 km   | 96h 45′ 14″  | + 9′ 51″     | 4            |
| 1972 | Belgija         | Eddy Merckx         | Molteni                        | 3846 km   | 108h 17′ 18″ | + 10′ 41″    | 6            |
| 1973 | Španija         | Luis Ocaña          | Bic                            | 4090 km   | 122h 25′ 34″ | + 15′ 51″    | 6            |
| 1974 | Belgija         | Eddy Merckx         | Molteni                        | 4098 km   | 116h 16′ 58″ | + 8′ 04″     | 8            |
| 1975 | Francija        | Bernard Thévenet    | Peugeot–BP–Michelin            | 4000 km   | 114h 35′ 31″ | + 2′ 47″     | 2            |
| 1976 | Belgija         | Lucien Van Impe     | Gitane–Campagnolo              | 4017 km   | 116h 22′ 23″ | + 4′ 14″     | 1            |
| 1977 | Francija        | Bernard Thévenet    | Peugeot–Esso–Michelin          | 4096 km   | 115h 38′ 30″ | + 48″        | 1            |
| 1978 | Francija        | Bernard Hinault     | Renault–Gitane–Campagnolo      | 3908 km   | 108h 18′ 00″ | + 3′ 56″     | 3            |
| 1979 | Francija        | Bernard Hinault     | Renault–Gitane                 | 3765 km   | 103h 06′ 50″ | + 13′ 07″    | 7            |
| 1980 | Nizozemska      | Joop Zoetemelk      | TI–Raleigh–Creda               | 3842 km   | 109h 19′ 14″ | + 6′ 55″     | 2            |
| 1981 | Francija        | Bernard Hinault     | Renault–Elf–Gitane             | 3753 km   | 96h 19′ 38″  | + 14′ 34″    | 5            |
| 1982 | Francija        | Bernard Hinault     | Renault–Elf–Gitane             | 3507 km   | 92h 08′ 46″  | + 6′ 21″     | 4            |
| 1983 | Francija        | Laurent Fignon      | Renault–Elf                    | 3809 km   | 105h 07′ 52″ | + 4′ 04″     | 1            |
| 1984 | Francija        | Laurent Fignon      | Renault–Elf                    | 4021 km   | 112h 03′ 40″ | + 10′ 32″    | 5            |
| 1985 | Francija        | Bernard Hinault     | La Vie Claire                  | 4109 km   | 113h 24′ 23″ | + 1′ 42″     | 2            |
| 1986 | Združene države | Greg LeMond         | La Vie Claire                  | 4094 km   | 110h 35′ 19″ | + 3′ 10″     | 1            |
| 1987 | Irska           | Stephen Roche       | Carrera Jeans–Vagabond         | 4231 km   | 115h 27′ 42″ | + 40″        | 1            |
| 1988 | Španija         | Pedro Delgado       | Reynolds                       | 3286 km   | 84h 27′ 53″  | + 7′ 13″     | 1            |
| 1989 | Združene države | Greg LeMond         | AD Renting–W-Cup–Bottecchia    | 3285 km   | 87h 38′ 35″  | + 8″         | 3            |
| 1990 | Združene države | Greg LeMond         | Z–Tomasso                      | 3504 km   | 90h 43′ 20″  | + 2′ 16″     | 0            |
| 1991 | Španija         | Miguel Indurain     | Banesto                        | 3914 km   | 101h 01′ 20″ | + 3′ 36″     | 2            |
| 1992 | Španija         | Miguel Indurain     | Banesto                        | 3983 km   | 100h 49′ 30″ | + 4′ 35″     | 3            |
| 1993 | Španija         | Miguel Indurain     | Banesto                        | 3714 km   | 95h 57′ 09″  | + 4′ 59″     | 2            |
| 1994 | Španija         | Miguel Indurain     | Banesto                        | 3978 km   | 103h 38′ 38″ | + 5′ 39″     | 1            |
| 1995 | Španija         | Miguel Indurain     | Banesto                        | 3635 km   | 92h 44′ 59″  | + 4′ 35″     | 2            |
| 1996 | Danska          | Bjarne Riis         | Team Telekom                   | 3765 km   | 95h 57′ 16″  | + 1′ 41″     | 2            |
| 1997 | Nemčija         | Jan Ullrich         | Team Telekom                   | 3950 km   | 100h 30′ 35″ | + 9′ 09″     | 2            |
| 1998 | Italija         | Marco Pantani       | Mercatone Uno–Bianchi          | 3875 km   | 92h 49′ 46″  | + 3′ 21″     | 2            |
| 1999 | —               | brez zmagovalca     | —                              | 3687 km   | —            | —            | —            |
| 2000 | —               | brez zmagovalca     | —                              | 3662 km   | —            | —            | —            |
| 2001 | —               | brez zmagovalca     | —                              | 3458 km   | —            | —            | —            |
| 2002 | —               | brez zmagovalca     | —                              | 3278 km   | —            | —            | —            |
| 2003 | —               | brez zmagovalca     | —                              | 3427 km   | —            | —            | —            |
| 2004 | —               | brez zmagovalca     | —                              | 3391 km   | —            | —            | —            |
| 2005 | —               | brez zmagovalca     | —                              | 3359 km   | —            | —            | —            |
| 2006 | Španija         | Óscar Pereiro       | Caisse d'Epargne–Illes Balears | 3657 km   | 89h 40′ 27″  | + 32″        | 0            |
| 2007 | Španija         | Alberto Contador    | Discovery Channel              | 3570 km   | 91h 00′ 26″  | + 23″        | 1            |
| 2008 | Španija         | Carlos Sastre       | Team CSC                       | 3559 km   | 87h 52′ 52″  | + 58″        | 1            |
| 2009 | Španija         | Alberto Contador    | Astana                         | 3459 km   | 85h 48′ 35″  | + 4′ 11″     | 2            |
| 2010 | Luksemburg      | Andy Schleck        | Team Saxo Bank                 | 3642 km   | 91h 59′ 27″  | + 1′ 22″     | 2            |
| 2011 | Avstralija      | Cadel Evans         | BMC Racing Team                | 3430 km   | 86h 12′ 22″  | + 1′ 34″     | 1            |
| 2012 | Zdr. kraljestvo | Bradley Wiggins     | Team Sky                       | 3496 km   | 87h 34′ 47″  | + 3′ 21″     | 2            |
| 2013 | Zdr. kraljestvo | Chris Froome        | Team Sky                       | 3404 km   | 83h 56′ 20″  | + 4′ 20″     | 3            |
| 2014 | Italija         | Vincenzo Nibali     | Astana                         | 3660,5 km | 89h 59′ 06″  | + 7′ 37″     | 4            |
| 2015 | Zdr. kraljestvo | Chris Froome        | Team Sky                       | 3360,3 km | 84h 46′ 14″  | + 1′ 12″     | 1            |
| 2016 | Zdr. kraljestvo | Chris Froome        | Team Sky                       | 3529 km   | 89h 04′ 48″  | + 4′ 05″     | 2            |
| 2017 | Zdr. kraljestvo | Chris Froome        | Team Sky                       | 3540 km   | 86h 20′ 55″  | + 54″        | 0            |
| 2018 | Zdr. kraljestvo | Geraint Thomas      | Team Sky                       | 3349 km   | 83h 17′ 13″  | + 1′ 51″     | 2            |
| 2019 | Kolumbija       | Egan Bernal         | Team Ineos                     | 3366 km   | 82h 57′ 00″  | + 1′ 11″     | 0            |
| 2020 | Slovenija       | Tadej Pogačar       | UAE Team Emirates              | 3484 km   | 87h 20′ 13″  | + 59″        | 3            |
| 2021 | Slovenija       | Tadej Pogačar       | UAE Team Emirates              | 3414,4 km | 82h 56′ 36″  | + 5′ 20″     | 3            |
| 2022 | Danska          | Jonas Vingegaard    | Team Jumbo–Visma               | 3328 km   | 79h 32′ 29″  | + 2′ 43″     | 2            |
| 2023 | Danska          | Jonas Vingegaard    | Team Jumbo–Visma               | 3406 km   | 82h 05′ 42″  | + 7′ 29″     | 1            |
| 2024 | Slovenija       | Tadej Pogačar       | UAE Team Emirates              | 3498 km   | 83h 38′ 56″  | + 6′ 17″     | 6            |
| 2025 | Slovenija       | Tadej Pogačar       | UAE Team Emirates XRG          | 3301,9 km | 76h 00′ 32″  | + 4′ 24″     | 4            |

### Po državah
| Zmage | Država              | Izdaje |
| ----- | ------------------- | --- |
| 36    | Francija            | 1903, 1904, 1905, 1906, 1907, 1908, 1910, 1911, 1923, 1930, 1931, 1932, 1933, 1934, 1937, 1947, 1953, 1954, 1955, 1956, 1957, 1961, 1962, 1963, 1964, 1966, 1967, 1975, 1977, 1978, 1979, 1981, 1982, 1983, 1984, 1985 |
| 18    | Belgija             | 1912, 1913, 1914, 1919, 1920, 1921, 1922, 1926, 1929, 1935, 1936, 1939, 1969, 1970, 1971, 1972, 1974, 1976 |
| 12    | Španija             | 1959, 1973, 1988, 1991, 1992, 1993, 1994, 1995, 2006, 2007, 2008, 2009 |
| 10    | Italija             | 1924, 1925, 1938, 1948, 1949, 1952, 1960, 1965, 1998, 2014 |
| 6     | Združeno kraljestvo | 2012, 2013, 2015, 2016, 2017, 2018 |
| 5     | Luksemburg          | 1909, 1927, 1928, 1958, 2010 |
| 4     | Slovenija           | 2020, 2021, 2024, 2025 |
| 3     | Združene države     | 1986, 1989, 1990 |
| 2     | Švica               | 1950, 1951 |
| 2     | Nizozemska          | 1968, 1980 |
| 2     | Danska              | 2022, 2023 |
| 1     | Irska               | 1987 |
| 1     | Nemčija             | 1997 |
| 1     | Avstralija          | 2011 |
| 1     | Kolumbija           | 2019 |

## Smrti
Glej tudi: Seznam smrtno ponesrečenih kolesarjev.
- 1995 – na 15. etapi (18. julij) je Italijanski kolesar Fabio Casartelli pri približno 88 km/h treščil pri spustu z Col de Portet d'Aspet. Casartelli, ki ob nesreči ni nosil čelade, je dobil hujše poškodbe glave in umrl na kraju nesreče.
- 1967 – na 13. etapi, v petek 13. julija je angleški kolesar Tom Simpson umrl zaradi srčne okvare pri vzponu na Mont Ventoux. Sledovi amfetamina in alkohola so bili najdeni v Simpsonovi majici in krvnem obtoku. Njegova smrt je dokončno prepričala organizatorje Toura v antidopinško delovanje.
- 1935 – na 7. etapi, 11. julija je španski kolesar Francesco Cepeda je zaradi padca v prepad pri Col du Galibier, tri dni kasneje umrl.
- 1910 – 14. julija, med dnem počitka med 6. in 7. etapo se je francoski kolesar Adolphe Helière utopil na Azurni obali.

### Nekolesarske smrti
- 1957 – 14. julija, sta voznik motorja Rene Wagter in novinar Radia Luksemburg Alex Virot zdrsnila z nezavarovane ceste blizu Ax-les-Thermes.
- 1958 – 1. julija, v 6. etapi, član organizacijske ekipe Constant Wouters premine po trku s francoskim šprinterjem Andrejem Darrigadom.

## Zaznamki
1. ↑  Leta 1990 in 1991 sta Dimitri Konyshev in Viatcheslav Ekimov skupaj dobila 4 etape za Sovj. zvezo in Rusko sovjetsko federativno socialistično republiko.
2. ↑  Leta 1991 je Djamolidine Abdoujaparov zmagal skupaj 2 etapi za Sovjetsko zvezo.